# Zé do Boné
Zé do Boné (no original, Andy Capp) é uma tira de histórias em quadrinhos criada no Reino Unido pelo cartunista Reg Smythe, e publicada nos jornais Daily Mirror e Sunday Mirror desde 5 de agosto de 1957. Originalmente uma série de charges de painel único, foi posteriormente expandida para tiras de quatro painéis.  A tira é distribuída internacionalmente pelo Creators Syndicate . O personagem também é licenciado como mascote de uma linha de batatas fritas.

## Personagens e história
Zé é um homem da classe trabalhadora que nunca trabalha realmente, e vive em Hartlepool, uma cidade portuária no condado de Durham, no nordeste da Inglaterra . O título original da tira (Andy Capp) é um trocadilho com a pronúncia local da palavra inglesa "handicap" (desvantagem ou deficiência, expressão que é usada tanto no esporte quanto no seguro desemprego); o sobrenome Capp também faz referência ao boné de Andy que sempre cobre seus olhos e, metaforicamente, sua visão de mundo. As corridas de handicap no esporte e nos jogos fazem parte do mundo das apostas, atividade preferida do personagem e parte importante da cultura inglesa moderna.
Os hobbies e atividades de Zé incluem corridas de pombos, jogar dardos no pub, sinuca (o nome de seu taco é Delilah  ), jogar futebol (que sempre envolve brigas com outros jogadores e freqüentemente termina com a expulsão de Andy), críquete e rugby ocasionalmente, apostas em corridas de cavalo (geralmente perdendo muito dinheiro), ficar bêbado no pub local (muitas vezes caindo no canal e sendo pescado por algum policial, e geralmente chegando tarde em casa como resultado), ir parar na prisão local, pescaria (onde nunca pega nada maior que um peixinho dourado), pedir dinheiro dos amigos para comprar cerveja (geralmente sem sucesso), flertar com as garçonetes (e também gritar com elas quando não é bem servido), tentar beijar garçonetes (principalmente jovens, e então ser rejeitado devido à sua idade), vadiar e cochilar no sofá, jogar pôquer (geralmente trapaceando com cartas escondidas, embora claramente vistas pelos leitores) e brigar com sua sofredora esposa Flô (Florrie no original), além de comer a comida queimada servida por ela.
O icônico boné xadrez de Andy está sempre puxado para baixo cobrindo seus olhos, mesmo quando ele está dormindo ou tomando banho. Ele costuma estar com a barba por fazer, vive embriagado (o que é indicado no desenho por um nariz vermelho proeminente e suas roupas desgrenhadas), é preguiçoso, aproveitador, beligerante e conflituoso, mas com a mesma freqüência também age de forma adorável (ele sempre se refere carinhosamente a Flô como seu "bichinho de estimação" e irá instantaneamente meter um "bop" na cara de qualquer um que se atreva a ser rude com ela). Até a década de 1980, Zé do Boné era sempre visto com um cigarro pendurado nos lábios, mas ele conseguiu abandonar o hábito em 1983. Quando os leitores reclamaram com os jornais culpando o politicamente correto , Fergus McKenna, o chefe de distribuição do Daily Mirror, negou que o jornal tenha pressionado Smythe para mudar os hábitos de Andy. "A verdade é que o próprio Reg parou de fumar e disse que não dava para o Zé continuar andando com cigarros quando o próprio Reg não andava.    Zé e Flô atualmente freqüentam sessões de aconselhamento matrimonial .
Zé do Boné e Flô estão sempre à margem da pobreza. Embora ela trabalhe regularmente como faxineira, Zé está sempre desempregado e deprimido. O aluguel da casa geminada onde moram está constantemente atrasado, e o cobrador Percy Ritson já perdeu as esperanças de algum dia conseguir receber. Ele é uma das muitas pessoas que sempre admoesta Zé para que procure um emprego, o que geralmente termina em brigas e socos. Percy também demonstra um interesse em Flô e está sempre criticando a maneira como Zé a trata, tentando convencê-la a largar o marido e ficar com ele, o que é mais origem de brigas constantes entre os dois homens.
Uma estátua de Zé do Boné foi erguida em Hartlepool em 28 de junho de 2007. Ela foi  esculpida por Jane Robbins. 

## Adaptações

### Teatro
Em 1981, um espetáculo teatral musical baseado na tira foi exibido no Aldwych Theatre de Londres, com canções compostas por Alan Price e Trevor Peacock, estrelado por Tom Courtenay  e Val McLane. O show também produziu uma gravação original com o elenco lançada em LP pela Key Records em 1982. O musical foi reprisado em 2016 no Finborough Theatre, em Londres, com Roger Alborough no papel de Zé do Boné. 

### Televisão
Zé do Boné foi adaptado para a televisão em 1988 com o ator britânico James Bolam interpretando Zé no canal ITV . A série consistia em seis episódios. Em 2012 a série foi lançada em DVD no Reino Unido, licenciada pela Fremantle Media Ltd para a Network Label (VFD64669/Network 7953656).

### Jogo de computador
Em 1987, um jogo de computador intitulado Andy Capp: The Game foi lançado para as plataformas Commodore 64, ZX Spectrum e Amstrad CPC na Europa e na América do Norte. Os jogadores tinham que pedir dinheiro emprestado para reabastecer o suprimento de álcool de Zé, evitar brigas com Flô e fugir da polícia.

### Salgadinhos
Em 1971, a empresa americana Goodmark Foods licenciou o personagem para lançar a linha “Andy Capp's” de salgadinhos fritos industrializados.